# Transports de l'agglomération de Charleville-Mézières-Sedan
TAC (sigle signifiant « Transports de l'Agglomération de Charleville-Mézières-Sedan ») est le nom du réseau de transport en commun par autobus des villes de Charleville-Mézières et Sedan ainsi que de quelques communes limitrophes, réunies au sein de la communauté d’agglomération Ardenne Métropole.
TAC est issu de la fusion de deux réseaux. D'un côté, les TAC (auparavant gérés par la Setac, Société d'Exploitation des TAC), d'abord filiale de la RDTA puis confiés, à compter du 1er janvier 2012 à RATP Dev, filiale du Groupe RATP, pour une durée de 5 ans. De l'autre côté, le réseau Sedan Bus, qui était géré par la STDM, filiale elle aussi de RATP Dev. L'appel d'offres pour l'exploitation du nouveau réseau est remporté le 17 juillet 2017 par RATP Dev face à Transdev.
L'exploitation du réseau est confiée à la RD-Ardenne Métropole, faisant partie de la RATP Dev.
La CTCM TAC compte environ 100 employés (70% d'hommes, 30% de femmes) et est dirigée par Aurelien LAMBINET. Au titre de l'exercice 2021, elle obtient la note de 95/100 à l'index d'égalité professionnelle femmes-hommes.

## Lignes
| Ligne | Destinations Les terminus rares figurent entre parenthèses. | Temps d'attente approximatif                                                         | Horaires du début de la première et de la fin de la dernière course                               | Jour(s) de passage :                          |
| ----- | --- | ------------------------------------------------------------------------------------ | ------------------------------------------------------------------------------------------------- | --------------------------------------------- |
| 1     | Bellevue du Nord ↔ Centre Commercial Villers (En SAD : Fonderie de Villers / Villers Stade)                                                                    | Un bus toutes les 20 minutes                                                         | 05:24 - 20:53                                                                                     | Du lundi au samedi                            |
| 1     | Bellevue du Nord ↔ Villers Village | Un bus toutes les 80 minutes                                                         | 12:02 - 19:31                                                                                     | Dimanche                                      |
| 2     | Clouet ↔ Pépinières d'entreprise | Un bus toutes les 20 minutes                                                         | 05:29 - 20:45                                                                                     | Du lundi au samedi                            |
| 2C    | Gare Centrale ↔ Campus Sup Ardenne | Un bus toutes les 60 minutes                                                         | 07:08 - 20:43                                                                                     | Du lundi au samedi                            |
| 3     | Gernelle / La Grandville / Aiglemont ↔ Gare Centrale | 13 à 14 allers-retours par jour                                                      | 07:00 - 18:48                                                                                     | Du lundi au samedi                            |
| 4     | Etion Village, via Place Dunant (Gare Centrale / Hôtel de Ville) ↔ Centre Commercial La Croisette (LEP Charles de Gonzague / Jean-Paul Sartre)                 | Un bus toutes les 20 minutes                                                         | 05:18 - 20:52                                                                                     | Du lundi au samedi                            |
| 4     | Jean-Paul Sartre (via Val de Vence, pour le premier aller-retour de la journée) ↔ Etion Village, via Place Dunant                                              | Un bus toutes les 80 minutes                                                         | 12:06 - 19:31                                                                                     | Dimanche                                      |
| 5     | La Havetière / Grande Terre (via Scamaroni) ↔ CRS 23 / Les Granges Bertholet, à Warcq (En SAD : CRS 23 ↔ Croix du Moulin)                                      | Un bus toutes les 20 minutes                                                         | 05:35 - 20:39                                                                                     | Du lundi au samedi                            |
| 5     | Grande Terre / CRS 23 | Un bus toutes les 60 minutes                                                         | 12:06 - 19:29                                                                                     | Dimanche                                      |
| 6     | Gare de Nouzonville ↔ Neufmanil / Gespunsart | 12 allers-retours par jour                                                           | 06:17 - 19:26                                                                                     | Du lundi au samedi                            |
| 7     | Pierrard, à Montcy-Notre-Dame (Nevers) ↔ Poterie, à Prix-lès-Mézières, via Granges Moulues                                                                     | Un bus toutes les 80 minutes                                                         | 05:50 - 20:22                                                                                     | Du lundi au samedi                            |
| 8     | Square du Petit Bois, à La Francheville (Moulin Leblanc) ↔ Gare Centrale via Val de Vence / LEP Simone Veil via Ferroul (En SAD : La Francheville ↔ Cimetière) | 7 à 8 allers-retours par jour                                                        | 07:10 - 18:48                                                                                     | Du lundi au samedi                            |
| 9     | Gare de Nouzonville ↔ Nevers via Waridon, à Montcy-Notre-Dame                                                                                                  | 10 allers-retours par jour                                                           | 06:21 - 19:17                                                                                     | Du lundi au samedi                            |
| 10    | Bois Mottin / Romery / Lumes Rult ↔ Nevers (Gare Centrale) | 8 allers-retours par jour                                                            | 07:05 - 18:59                                                                                     | Du lundi au samedi                            |
| 11    | Fagnon via Prix-lès-Mézières ↔ Gare Centrale | 2 allers-retours par jour, SAD inclus                                                | 07:06 - 17:19 (SAD inclus : 07:06 - 18:54)                                                        | Du lundi au vendredi                          |
| 12    | Arreux via Houldizy et Damouzy ↔ Nevers / Meillier Fontaine | 2 allers-retours par jour, SAD inclus                                                | 06:53 - 17:53 (SAD inclus : 06:53 - 18:43)                                                        | Du lundi au vendredi                          |
| 13    | Dauphine / Terres bleues, à Sécheval ↔ Nevers (Mellier Fontaine via Gare Centrale)                                                                             | 2 allers-retours par jour, SAD inclus                                                | 06:52 - 17:52 (SAD inclus : 06:52 - 18:42)                                                        | Du lundi au vendredi                          |
| 14    | Haudrecy via Belval ↔ Gare Centrale | 2 à 4 allers-retours par jour, SAD inclus                                            | 07:15 - 17:03 (SAD inclus : 07:15 - 18:41)                                                        | Du lundi au vendredi                          |
| 15    | Chalandry-Elaire via Semeuse et les Ayvelles ↔ Gare Centrale                                                                                                   | 2 allers-retours par jour, SAD inclus                                                | 06:59 - 17:58 (SAD inclus : 06:59 - 18:42)                                                        | Du lundi au vendredi                          |
| 16    | Cliron via Tournes ↔ Nevers (LEP Charles de Gonzague) | 4 allers-retours par jour, SAD inclus                                                | 06:55 - 18:48                                                                                     | Du lundi au vendredi                          |
| 17    | Robin des Loups, à Ville-sur-Lumes, via Saint-Laurent / Lycée Agricole de Saint-Laurent ↔ Gare Centrale (Nevers / Jacques Félix)                               | 4 allers-retours par jour, SAD inclus                                                | 07:15 - 18:08 (SAD inclus : 07:15 - 18:34)                                                        | Du lundi au vendredi                          |
| 17    | Lycée Agricole de Saint-Laurent ← Gare Centrale | Un bus le dimanche soir                                                              | 22:00 - 22:15                                                                                     | Dimanche                                      |
| 18    | Nevers ↔ Centre Aquatique | 9 allers-retours par jour                                                            | 15:00 - 19:23 (SAD inclus : 07:30 - 19:23)                                                        | Mercredi et samedi En SAD, du lundi au samedi |
| M     | La Cachette, à Nouzonville / La Houillère ↔ Victor Hugo | 2 allers-retours le dimanche matin                                                   | 08:15 - 12:38                                                                                     | Dimanche                                      |
| A     | Mairie de Floing ↔ Cité des Forges, à Sedan | Un bus toutes les 60 minutes                                                         | Du lundi au vendredi : 06:28 - 19:27 Samedi : 08:28 - 19:27                                       | Du lundi au samedi                            |
| B     | Iges / Maréchal Foch, à Glaire (Gare de Sedan) ↔ Lycée de Bazeilles                                                                                            | Très variable selon le jour de la semaine                                            | Lundi, mardi et jeudi : 07:05 - 18:33 Mercredi et vendredi : 07:05 - 18:53 Samedi : 08:50 - 18:36 | Du lundi au samedi                            |
| C     | Illy via Saint-Menges ↔ Chemin du Loup, à Donchery | Du lundi au vendredi : 10 allers-retours par jour Samedi : 5 allers-retours par jour | Du lundi au vendredi : 07:05 - 18:41 Samedi : 08:50 - 18:36                                       | Du lundi au samedi                            |
| N     | Thelonne↔Givonne | Mercredi : 3 allées 2 retours Samedi : 4 allées, 2 retours                           | Mercredi : 8:35 à 11:40 Samedi : 8:35 à 12:10                                                     | Mercredi et Samedi                            |
| A1    | Gare Centrale ↔ Gare de Sedan via Vrigne-aux-Bois | 4 allers-retours par jour                                                            | Du lundi au vendredi : 06:30 - 19:11 Samedi : 07:56 - 19:11                                       | Du lundi au samedi                            |
| A2    | Gare Centrale ↔ Quai de la Régente, à Sedan, via Flize | Du lundi au vendredi : 7 allers-retours par jour Samedi : 3 allers-retours par jour  | Du lundi au vendredi : 06:37 - 19:18 Samedi : 07:00 - 19:02                                       | Du lundi au samedi                            |

SAD* = Service à la demande
La première restructuration du réseau TAC par la RATP Dev est effective à partir du 27 août 2012,. Le 13 juillet 2015, le réseau TAC est de nouveau restructuré, après la création des lignes 11 à 17 et la transformation de la ligne "Lycéenne" en ligne 8 le 1er septembre 2014. La ligne 8 devient une nouvelle ligne régulière remplaçant la ligne 2 à la Francheville. Cette dernière est réduite au quartier du Val de Vence. La ligne 3 est supprimée sur l'ancien parcours (LEP Malaise ↔ Bellevue du Nord) et dédouble la ligne 7 entre Gare Centrale et la commune de Gernelle. La ligne 7 est alors réduite à Montcy-Notre-Dame. Cette dernière, plus courte, permet une meilleure lisibilité des horaires de passages.
Une nouvelle ligne 18 est créée, entre Nevers et le Centre aquatique du Mont Olympe. Elle y remplace le parcours de la ligne 10. La 18 ne circule que les mercredis et samedis (hors SAD), avec un bus toutes les 30 minutes à partir de 15 h jusqu'à 19h30. La 18 récupère alors le matériel de la ligne 10, à savoir deux véhicules minibus. La 10 est donc exploitée uniquement en standards désormais.
La ligne 4 devient la ligne forte du réseau avec un bus toutes les 20 minutes (contre 40 minutes en 2012, et 30 minutes en 2014).
Les lignes 11 à 17 sont exploitées en partie avec des autocars et relient les nouvelles communes de l'agglomération de Charleville Mézières-Sedan.
Le 17 juillet 2017, de nouvelles modifications ont lieu sur le réseau :
- Les lignes du réseau Sedan Bus sont intégrées au réseau TAC.
- La ligne 11, reliant Fagnon à Charleville-Mézières, passe désormais par Prix-lès-Mézières et par Scamaroni et est prolongée de l’arrêt « Hôtel de Ville » à l’arrêt « Gare Centrale ».
- La ligne 16, reliant Cliron et Tournes à Charleville-Mézières, passe parfois par l'arrêt « LEP Malaise » (aujourd'hui nommé « LEP Charles de Gonzague »), en période scolaire uniquement.
- L’arrêt « Agriculture » est renommé en « Jacques Félix ».
- L'arrêt « LEP Étion » est renommé en « LEP Simone Veil ».
Le 27 août 2018, la ligne 2C, reliant le campus universitaire jusqu'à l'arrêt Gare Centrale, est créée. Elle permet une simplification de la ligne 8.
En août 2019, la ligne A2 est créée. Elle relie l'arrêt Gare Centrale à l'arrêt Quai de la Régente à Sedan, via Flize.

### Tarification
À partir du 1er janvier 2025, le billet unitaire (valable pendant 1 heure sur tout le réseau) passe de 1€20 à  1€30, et le carnet de 10 billets passe de 7€50 à 8€50. Ils restent parmi les tarifs les plus bas de France.

## Le parc actuellement en exploitation[12]
Lignes régulières
- Heuliez GX 427 (106)
- Mercedes-Benz Citaro Facelift (81, 82, 83 puis 85 à 88 et 90 à 98)
- Mercedes-Benz Citaro C2 (103, 104 et 116)
- Setra S 415 NF (112 à 115)
- Iveco Bus Urbanway 12 (99 à 102, 108 à 111, 117 à 120)
- Iveco Bus Crossway LE (310, 311 et 9303)
- Irisbus Crossway LE (300, 301, 303 à 309, 3309, 15259, 16851 et 17062)
- Irisbus Citelis 12 (904)

Service à la demande
- Dietrich City 23 (105)

Le 13 juin 2024, le maire de Charleville-Mézières Boris Ravignon annonce l'acquisition de 9 nouveaux bus électriques pour soutenir la transition énergétique du réseau de transports. Il s'agira vraisemblablement de Mercedes-Benz e-Citaro testé par TAC en mai.

## Le parc anciennement en exploitation[12]
Le réseau TAC a exploité autrefois ces véhicules :
- Iveco Bus Urbanway 12 GNV
- Irisbus Crossway LE (16899)
- Irisbus Citelis 12 Hybrid (4759, ex-Citéa)
- Irisbus Citelis 12 (79, 80, 12906 et 12907)
- Irisbus Agora S (70 à 74 et 76 à 78)
- Renault Agora S (63 à 69)
- Renault Agora L (89)
- Renault R312
- Renault PR 100.2 (56 à 59)
- Renault PR 112 (55)
- Renault PR 180 (75)
- Renault SC 10 R 044 (12 et 13)
- Renault SC 10 R 444 (14 et 15)
- SAVIEM SC 10 U (4, 7 à 11)
- Heuliez GX 127 (0008)
- Heuliez GX 107 (16 à 21, 25, 26 et 52)
- Heuliez GX 87S (22 à 24)
- Van Hool A508 (50 et 51)
- Van Hool A500 (53)
- Van Hool A600 (54)
- Mercedes-Benz O 405 (27 et 28)
- Temsa Tourmalin Light (34)
- Dietrich Noventis (84)

Dans le cadre de tests, des véhicules de démonstration ont circulé sur le réseau TAC :
- Bluebus 12 (juillet-août 2019)
- Heuliez GX 337 E (février à juillet 2021)
- Volvo 7900 Hybrid (septembre 2021)
- Iveco Bus Urbanway 12 GNV BHNS (juillet-août 2022)
- Heuliez GX 337 Linium E (août-septembre 2023)
- Mercedes-Benz e-Citaro (mai 2024)